# لری کریگ
لری کریگ (به انگلیسی: Larry Craig) سناتور سابق عضو حزب جمهوری‌خواه ایالات متحده آمریکا بود. وی در سال ۱۹۹۱ تا ۲۰۰۹ میلادی سناتور ایالت آیداهو در سنای ایالات متحده آمریکا بود.